# Doraemon no Uta
- Trục trặc khi nghe? Xem hướng dẫn.

"Doraemon no Uta" (Nhật: ドラえもんのうた) là một bài hát nằm trong seri anime Doraemon. Ca khúc được phổ lời bởi Kusube Takumi, phổ nhạc bởi Kikuchi Shunsuke và lần đầu tiên được trình bày bởi ca sĩ Ōsugi Kumiko. Vào ngày 25 tháng 4 năm 1979, ca khúc được đóng gói đưa vào album Doraemon của Ōsugi Kumiko và Ōyama Nobuyo. Ca khúc dẫn đầu bảng xếp hạng Oricon năm 1980 tại Nhật Bản. Về sau ca khúc được phối nhạc và trình bày bởi nhiều ca sĩ khác nhau như Yamano Satoko, Yoshikawa Hinano, Vienna Boys Choir và Misato Watanabe. Ca khúc còn được chuyển ngữ thành nhiều ngôn ngữ khác nhau trên thế giới. Vào năm 2019, kỉ niệm 40 năm anime Doraemon được phát sóng trên TV Asahi, ca khúc được phối nhạc lại trình bày bởi nhóm hợp ca gồm Mizuta Wasabi, Ohara Megumi, Yumi Kakazu, Kimura Subaru và Seki Tomokazu.

## Đĩa đơn
- Ngày 25 tháng 4 năm 1979, SCS-474, Osugi Kumiko, 500 Yên（EP）

Mặt B "Aoi Sora wa Pokect sa", "Doraemon Ekaki Uta」
- Ngày 1 tháng 4 năm 1980, EK-638, instrumental, 600 Yên（EP）

Mặt B "Doraemon Ondo"
- Ngày 25 tháng 6 năm 1980, Osugi Kumiko 700 Yên（EP）

Mặt B"Boku Doraemon"
- Ngày 10 tháng 3 năm 1989, CK-831, Yamano Satoko, 600 Yên（EP）

Mặt B "Hello ! Dorami-chan"
- Ngày 21 tháng 10 năm 1992, CODC-111, Yamabo Satoko, 1068 Yên（đĩa đơn CD 8 cm）

Đĩa cặp "Ashita Tomodachi"
- Ngày 21 tháng 6 năm 1995, CODC-669, Yamano Satoko, 1068 Yên（Đĩa đơn CD 8 cm）

Đĩa cặp "Boku Doraemon 2112"
- Ngày 4 tháng 3 năm 1998, PCDA-01040, Yoshikawa Hinano, 971 Yên（Đĩa đơn CD 8 cm）

Đĩa cặp "Hot Milk"
- Ngày 21 tháng 10 năn 1998, CODZ-3090, Yamano Satoko, 1200 Yên（đĩa đơn CD 8 cm）
- Ngày 18 tháng 3 năm 2000, TOCT-4193, Vienna Boys Choir, 1200 Yên（CD Maxi Single ）

Đĩa cặp「Kono Planet no Dokokade"
- Ngày 1 tháng 3 năm 2002, CODC-2030, Yamano Satoko, 1200 Yên（đĩa đơn 8 cm）

Đĩa cặp "キミに会いたくて"
- Ngày 8 tháng 1 năm 2003, AVCD-30412, Tokyo Purin, 1050 Yên（CD Maxi Album）

Đĩa cặp "Boku Doraemon 2112"
- Ngày 18 tháng 6 năn 2003, ESCL-2405、 Misato

Watanabe, 840 Yên（CD Maxi Single）
Đĩa kèm Karaoke "Doraemon no Uta"

## Mini Album
- Ngày 1 tháng 1 năm 1980, CH-97, Osugi Kumiko, 700 Yên（Mini Album）

Phiên bản phim hoạt hình bao gồm cả danh sách đầu tiên bên B
- Ngày 21 tháng 11 năm 1997, COCC-14692, Yamano Satoko, 1500 Yên（CD Mini Album）

Đĩa cặp "Aoi Sora wa Pocket sa", "ぼくたち地球人" và "Boku Doraemon"
- Ngày 21 tháng 11 năm 1997, COCC-14693, Yamano Satoko, 1500 Yên（CD Mini Album）

## Phiên bản quốc tế
Bài hát đã được dịch ra nhiều thứ tiếng và trình bày bởi nhiều Ca sĩ khác nhau trên thế giới: 
- Việt Nam: Doraemon - Huyền Chi.

Hai bản lời Việt khác, một bản của nhạc sĩ Phạm Tuyên, bản còn lại của nhạc sĩ Nguyễn Ngọc Thiện, đều được thể hiện bởi Đội ca Nhà Thiếu nhi Thành phố Hồ Chí Minh.
- Trung Quốc: 
  - tiếng Quảng Đông 叮噹 (sau này đổi tên thành 多啦A夢)của "Tinker Bell". Ngoài ra còn nhiều phiên bản khác, gần đây là của Ca sĩ Kelly Chen
- Ý: Doraemon gatto spaziale (Doraemon chú mèo vũ trụ) - Oliver Onions; "A me mi piacerebbe un robot che farebbe i compiti miei" (Tôi muốn có một robot để làm bài tập với những lỗi ngữ pháp) - Nora Orlandi

## Từ các album khác
Ngoài trong đĩa đơn phiên bản gốc, bài Doraemon no Uta còn xuất hiện ở các album khác.
| STT                      | Tên Album                                   | Thứ tự bài hát trong đĩa đơn (bản gốc) | Thứ tự bài hát trong đĩa đơn (bản gốc) | Thứ tự bài hát trong đĩa đơn (bản gốc) | Thứ tự bài hát trong đĩa đơn (bản gốc) |                          |
| STT                      | Tên Album                                   | 1                                      | 2                                      | 3                                      | 4                                      |                          |
| Album nhạc phim Doraemon | Album nhạc phim Doraemon                    | Album nhạc phim Doraemon               | Album nhạc phim Doraemon               | Album nhạc phim Doraemon               | Album nhạc phim Doraemon               | Album nhạc phim Doraemon |
| ------------------------ | ------------------------------------------- | -------------------------------------- | -------------------------------------- | -------------------------------------- | -------------------------------------- | ------------------------ |
| 1                        | Doraemon 20th Anniversary - Dora The Best   | ☑                                      |                                        |                                        |                                        |                          |
| 2                        | Doraemon Song Soundtrack History            | ☑                                      |                                        |                                        |                                        |                          |
| 3                        | Boku Doraemon ~Doraemon Song Collection~    | ☑                                      |                                        |                                        |                                        |                          |
| 4                        | Doraemon TV Soundtrack Collection           |                                        |                                        |                                        | ☑                                      |                          |
| 5                        | Doraemon Twin Best (Đĩa 2)                  | ☑                                      |                                        |                                        |                                        |                          |
| 6                        | Doraemon Main Theme Song Collection (Đĩa 1) |                                        |                                        |                                        | ☑                                      |                          |
| 7                        | Doraemon Main Theme Song Collection (Đĩa 2) | ☑                                      |                                        |                                        |                                        |                          |